# Protuberància solar
Una protuberància és un flux de plasma solar molt gran i lluminós que, partint de la fotosfera solar, s'estén a la zona de la corona solar allunyant-se milers de quilòmetres a conseqüència de les forces del camp magnètic del Sol. Mentre la corona està composta de plasma, gasos ionitzats extremadament calents, que no emet molta llum visible, les protuberàncies contenent plasma molt més fred, similar en la seva composició al de la cromosfera. Les protuberàncies es formen en aproximadament un dia, i les protuberàncies més persistents de la corona poden durar alguns mesos. Les protuberàncies tenen una extensió de milers de quilòmetres. Les protuberàncies es poden observar des de diferents perspectives, quan es veuen contra el sol, es mostren més fosques que la resta. Aquesta formació s'anomena lilament solar. És possible que una projecció sigui alhora un filament i una protuberància. Algunes protuberàncies són tant poderoses que poden expulsar matèria del Sol a velocitats que varien des dels 600 km/s fins a més de 1000 km/s. Altres protuberàncies poden formar enormes voltes o columnes arquejades de milers de quilòmetres. La protuberància més gran coneguda fou observada per l'observatori SOHO l'any 2010 i s'estima que arribà a la magnitud de 700.000 km de llargada. L'expulsió massiva de plasma produït per fenòmens eruptius a gran escala pot afectar el medi ambient terrestre, en particular la magnetosfera. Aquest tipus d'erupcions s'anomenen ejeccions de massa coronal.